# Xerochloa
Xerochloa es un género de plantas herbáceas de la familia de las gramíneas o poáceas. Es originario de Siam, Java y Australia. Comprende 6 especies descritas y de estas, solo 3 aceptadas.

## Taxonomía
El género fue descrito por Robert Brown y publicado en Prodromus Florae Novae Hollandiae 196. 1810. La especie tipo es: Xerochloa imberbis
Etimología
El nombre del género deriva de las palabras griegas xeros (seca) y chloé (hierba), refiriéndose a su hábitat.

## Especies aceptadas
A continuación se brinda un listado de las especies del género Xerochloa aceptadas hasta noviembre de 2014, ordenadas alfabéticamente. Para cada una se indica el nombre binomial seguido del autor, abreviado según las convenciones y usos.	
- Xerochloa barbata R.Br-
- Xerochloa imberbis
- Xerochloa laniflora